# Бушири, Роки
Роки Бушири Кисонга (нидерл. Rocky Bushiri Kisonga; родился 30 ноября 1999 года, Бельгия) — бельгийский футболист конголезского происхождения, защитник клуба «Хиберниан» и сборной ДР Конго.

## Клубная карьера
Бушири — воспитанник клуба «Остенде». 9 декабря 2017 года в матче против «Мехелен» он дебютировал в Жюпиле лиге. Летом 2018 года Роки был отдан в аренду в «Эйпен». 25 августа в матче против «Мускрон-Перювельз» он дебютировал за новую команду. Летом 2019 году Бушири перешёл в английский «Норвич Сити», подписав контракт на 4 года. Для получения игровой практики он выступал за дублирующий состав. 
Летом 2019 года Бушири на правах аренды перешёл в «Блэкпул». 3 августа в матче против «Бристоль Роверс» он дебютировал в Первой лиге Англии.
В начале 2020 года Бушири был арендован клубом «Сент-Трюйден». 18 января в матче против «Кортрейка» он дебютировал за новую команду. Летом того же года Роки на правах аренды присоединился к «Мехелену». 9 августа в матче против «Андерлехта» он дебютировал за новый клуб. В начале 2021 года Роки на правах аренды вновь присоединился к «Эйпену». В начале 2022 года Бушри был арендован шотландским клубом «Хиберниан». 17 января в матче против «Селтика» он дебютировал в шотландской Премьер лиге.

## Международная карьера
В 2019 году в составе молодёжной сборной Бельгии Бушири принял участие в молодёжном чемпионате Европы в Италии. На турнире он сыграл в матче против команды Италии.
В 2023 году игрок принял решение выступать за историческую родину Демократическую Республику Конго. 12 сентября в товарищеском матче против сборной ЮАР Бушири дебютировал за сборную ДР Конго.
В 2024 году Бушири принял участие в Кубке Африки 2023 в Кот-д’Ивуаре. На турнире он был запасным и на поле не вышел.